# WASD
WASD或WSAD是傳統QWERTY鍵盤上的四個按鍵，位於鍵盤的左手面。這四個按鍵在第一人稱射擊遊戲上通常作為控制玩家角色的移動。W和S鍵用來控制角色向前或向後移動，A和D鍵則用來控制角色左右移動。這組按鍵還有另一個變化W-A-X-D，用以遷就一些習慣使用數字鍵盤的方向按鍵（8-4-6-2）的使用者。
一般認為WASD操作法是《絕對武力》所帶起的習慣。現今許多第一人稱射擊遊戲和3D冒險遊戲都支援。
大部份電腦遊戲使用WASD用來替代方向鍵是有很多理由的，其中因為WASD被其他按鍵包圍，因此玩家可以很方便的按下其他按鍵以使用其他遊戲的指令。另外當玩家是使用右手作為主手時，WASD鍵的位置比其他按鍵的位置更為方便和舒適（一隻手留在鍵盤上，另一隻手則留在滑鼠上時）。不過，以左手作為主手的玩家則會認為WASD鍵十分不便，而傾向使用方向鍵。

## 其他變化
有一些玩家傾向於使用ESDF（如第一人稱射擊游戏部落系列），因為這樣能方便小指按下更多的按鍵，同時這亦是一個自然的打字手勢。這組按鍵的最大優勢是在鍵盤上的F鍵有定位点，因此玩家可以以食指輕鬆地在鍵盤上定位。這一組按鍵曾經是少數遊戲中預設用來移動的按鍵，例如《文明II》。
還有另一組常用的按鍵HJKI（其中HJKI分別代表左下上右）用在Unix電腦系統，例如Vi文字編輯器。也有遊戲使用這一組按鍵，例如NetHack。
相類似的按鍵組合還有IJKL，用於小數以DHTML或JavaScript寫成的遊戲。這些瀏覽器遊戲無法使用方向鍵，因為方向鍵會導致瀏覽器視窗捲動，這樣將會妨礙遊戲的進行。
也有些游戏也有UMKH的系统，例如矮人要塞
ZXC按鍵組合常用於免費的遊戲，同時亦是模擬器及其他舊2D遊戲的預設按鍵。這一組按鍵通常用作控制移動外的其他用途。

## 註解

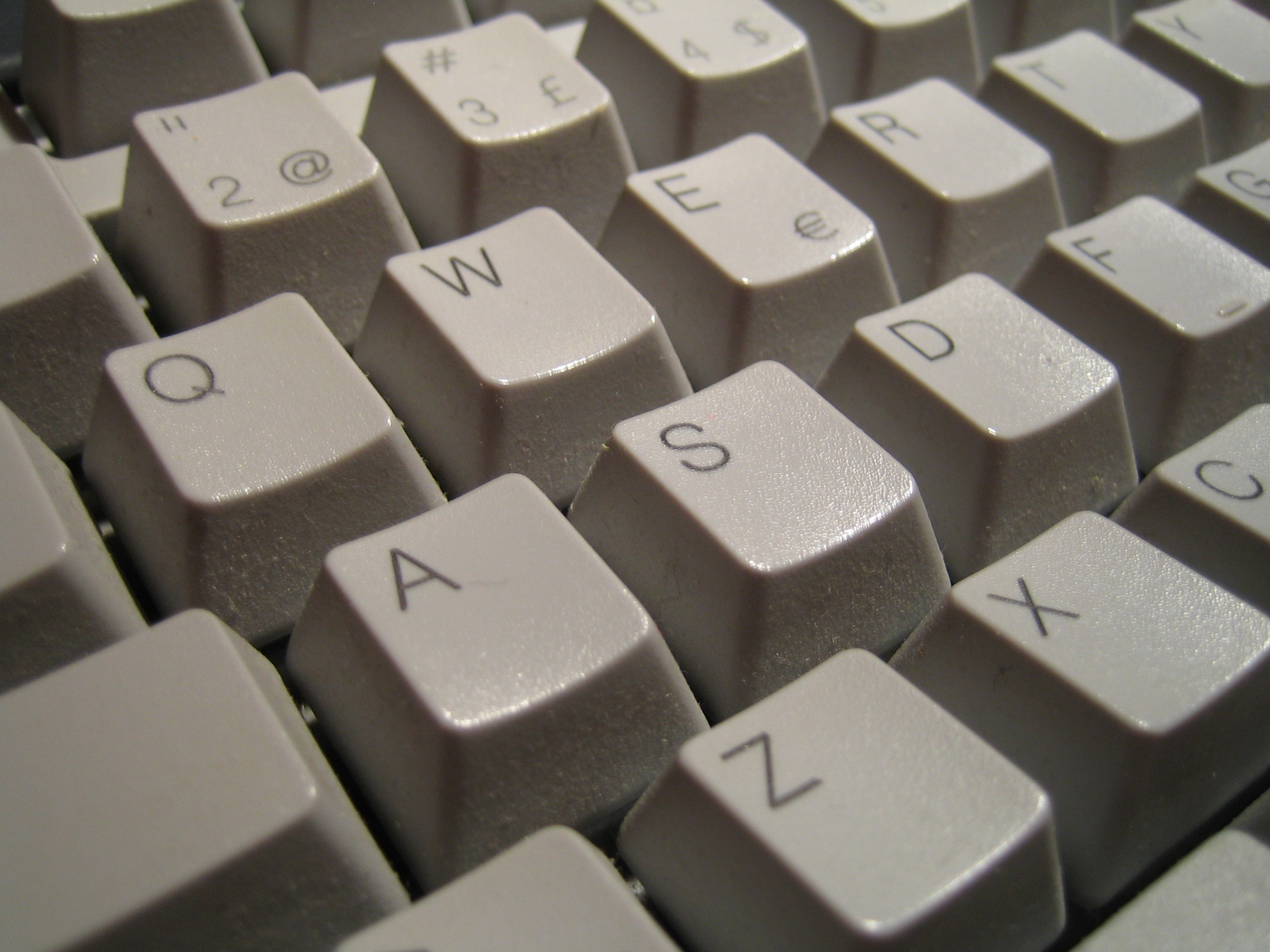
WASD鍵

1. ↑  對應中文語序「上下左右」